# Dharna
Dharna (nep. धार्ना) – gaun wikas samiti w zachodniej części Nepalu w strefie Rapti w dystrykcie Dang Deokhuri. Według nepalskiego spisu powszechnego z 2001 roku liczył on 1220 gospodarstw domowych i 6396 mieszkańców (3269 kobiet i 3127 mężczyzn).